# Australische Badmintonmeisterschaft 2018
Die Australische Badmintonmeisterschaft 2018 fand vom 25. bis zum 28. Februar 2018 in Albert Park statt. 

## Sieger und Platzierte
| Disziplin    | Gold                          | Silber                        | Bronze                              |
| ------------ | ----------------------------- | ----------------------------- | ----------------------------------- |
| Herreneinzel | Yan Runze                     | Anthony Joe                   | Nathan Tang                         |
| Herreneinzel | Yan Runze                     | Anthony Joe                   | Jacob Schueler                      |
| Dameneinzel  | Qin Jinjing                   | Jiang Yingzi                  | Jennifer Tam                        |
| Dameneinzel  | Qin Jinjing                   | Jiang Yingzi                  | Panuga Riou                         |
| Herrendoppel | Rizwan Azam Kenneth Choo      | Lukas Defolky Michael Fariman | Eric Vuong Peter Yan                |
| Herrendoppel | Rizwan Azam Kenneth Choo      | Lukas Defolky Michael Fariman | Matthew Chau Tang Huaidong          |
| Damendoppel  | Ann-Louise Slee Renuga Veeran | Louisa Ma Talia Saunders      | Meg Graham Leesa Grundy             |
| Damendoppel  | Ann-Louise Slee Renuga Veeran | Louisa Ma Talia Saunders      | Shu Jiali Zeng Rui Yu               |
| Mixed        | Yan Runze Qin Jinjing         | Lim Ming Chuen Louisa Ma      | Simon Leung Jessica Lim             |
| Mixed        | Yan Runze Qin Jinjing         | Lim Ming Chuen Louisa Ma      | Lionel Yuan Jih Seah Talia Saunders |